# Doktryna industrializacji
Doktryna industrializacji – doktryna polityki gospodarczej sformułowana w okresie międzywojennym w ZSRR, przypisująca główną rolę w procesie rozwoju rozbudowie przemysłu ciężkiego oraz gałęzi wytwarzających środki produkcji. Po II wojnie światowej narzucono ją krajom objętym radziecką strefą wpływów (w tym także Polsce), w wyniku czego powstały poważne patologie strukturalne w ich gospodarkach. 